# 조셉 더들리
조셉 더들리(Joseph Dudley, 1647년 9월 23일 ~ 1720년 4월 2일)는 매사추세츠만 식민지의 록스버리 출신 창립자 중 한 사람의 아들인 식민지 행정가였다. 더들리는 1689년 보스턴 반란으로 실각한 뉴잉글랜드 자치령의 행정에 주도적인 역할을 했다. 잠시 뉴욕주 의회에서 일했고, 그곳에서 더들리는 라이슬러의 반란의 주동자인 제이콥 라이슬러에게 유죄 판결을 내린 재판을 감독했다. 그리고 나서는 뉴타운(와이트 섬)의 국회의원 1년을 포함하여 1690년대에 와이트 섬의 부지사로 8년을 영국에서 보냈다. 1702년에는 매사추세츠만주와 뉴햄프셔 식민지의 지사로 임명된 후 뉴잉글랜드로 돌아와 1715년까지 재임했다.
더들리의 매사추세츠 통치는 적대감과 긴장감이 특징인데, 정치적인 적들은 정기적인 월급을 받으려는 더들리의 시도를 반대하고 정기적으로 그의 공적, 사적 행동에 대해 정기적으로 불만을 토로했다. 재임 기간의 대부분은 두 지방이 누벨프랑스와 최전선에 있었고 일련의 크고 작은 프랑스와 인디언의 습격으로 고통을 받았던 영국과 프랑스의 북아메리카 식민지 전쟁에 의해 지배되었다. 1707년 아카디아의 수도 포트 로얄을 점령하려는 성공적인 시도를 조직했고, 1710년 성공적인 점령을 위해 지방 민병대를 모집했고, 1711년 퀘벡에 대한 성공적인 원정을 지휘했다.
매사추세츠주는 더들리의 통치로 인해 왕실 통치에 대한 적대감이 형성되었는데, 이는 주로 왕관 관리들의 봉급 문제를 둘러싸고 빈번하게 발생했다. 식민지 입법부는 총독의 특권에 대해 지속적으로 이의를 제기했고, 이러한 적대감은 미국 독립전쟁과 영국 통치 말기까지 대부분의 매사추세츠 주지사들에게 영향을 미쳤다. 그러나 더들리의 뉴햄프셔 통치는 비교적 논쟁의 여지가 없었다.